# 山王金冠塚古墳
山王金冠塚古墳（さんのうきんかんづかこふん、山王二子山古墳）は、群馬県前橋市山王町にある古墳。形状は前方後円墳。朝倉・広瀬古墳群を構成する古墳の1つ。前橋市指定史跡に指定されている（指定名称は「金冠塚古墳」）。

## 概要
群馬県中南部、広瀬川（旧利根川流路）西岸に築造された古墳である。かつては「山王二子山」と称されたが、金銅製冠が出土したことで「金冠塚」の古墳名が称される。1981年（昭和56年）に発掘調査が実施されている。
墳形は前方後円形で、前方部を南東方向に向ける。墳丘は2段築成。墳丘表面では葺石・埴輪が認められる。埋葬施設は後円部における両袖式の横穴式石室で、南西方向に開口する。角閃石安山岩の切石を積み上げて構築した整美な石室で、石室内からは副葬品として金銅製冠・金銅製大帯・冑のほか装身具・武器・武具・馬具など多数が出土している。特に金銅製冠は全国的にも類例の少ない優品であり、新羅との強いつながりを示唆する点で注目される。築造時期は古墳時代後期の6世紀後半頃と推定される。
古墳域は1986年（昭和61年）に前橋市指定史跡に指定された。現在では石室は埋め戻されている。

## 遺跡歴
- 1915年（大正4年）、金銅製冠等の副葬品多数出土（現在は東京国立博物館所蔵）[2]。
- 1938年（昭和13年）の『上毛古墳綜覧』に「上陽村第14号墳」として登載。
- 1981年（昭和56年）、発掘調査（前橋市教育委員会、1982年に概報刊行）[1]。
- 1986年（昭和61年）6月6日、前橋市指定史跡に指定[2]。

## 墳丘
墳丘の規模は次の通り。
- 墳丘長：52.25メートル
- 後円部 直径：32.3メートル
- 前方部 幅：42メートル

## 埋葬施設
埋葬施設としては後円部において両袖式横穴式石室が構築されており、南西方向に開口する。羨道入り口部分が破壊されているため全体は明らかでないが、玄室は長さ3.64メートル・幅2.42メートルを測る。
石室の石材は榛名山噴出の角閃石安山岩の切石で、石室裏側以外の5面の加工が認められるほか、一部には切組積みが認められる。

## 出土品

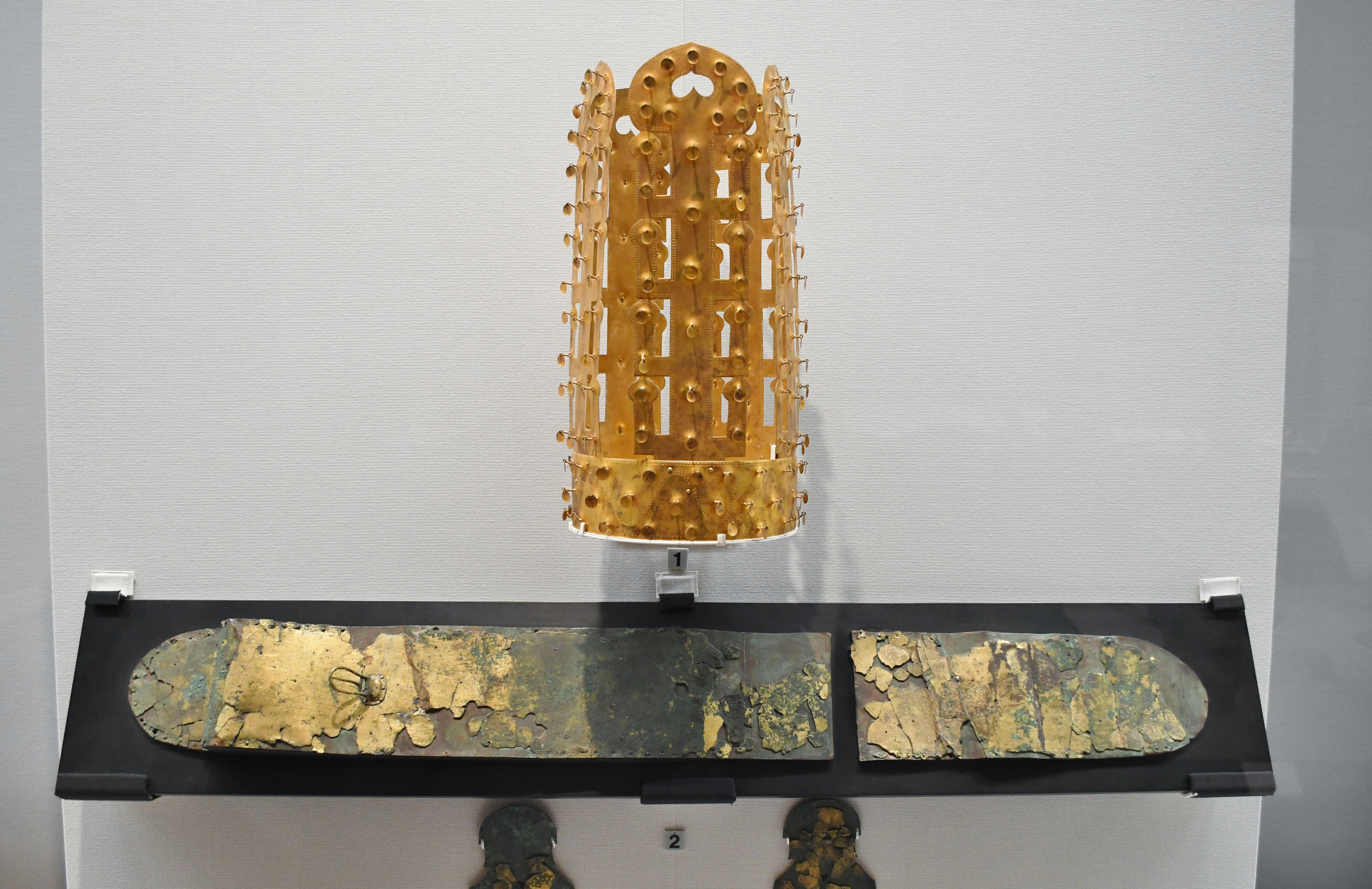
金銅製冠（複製）・金銅製大帯東京国立博物館展示。

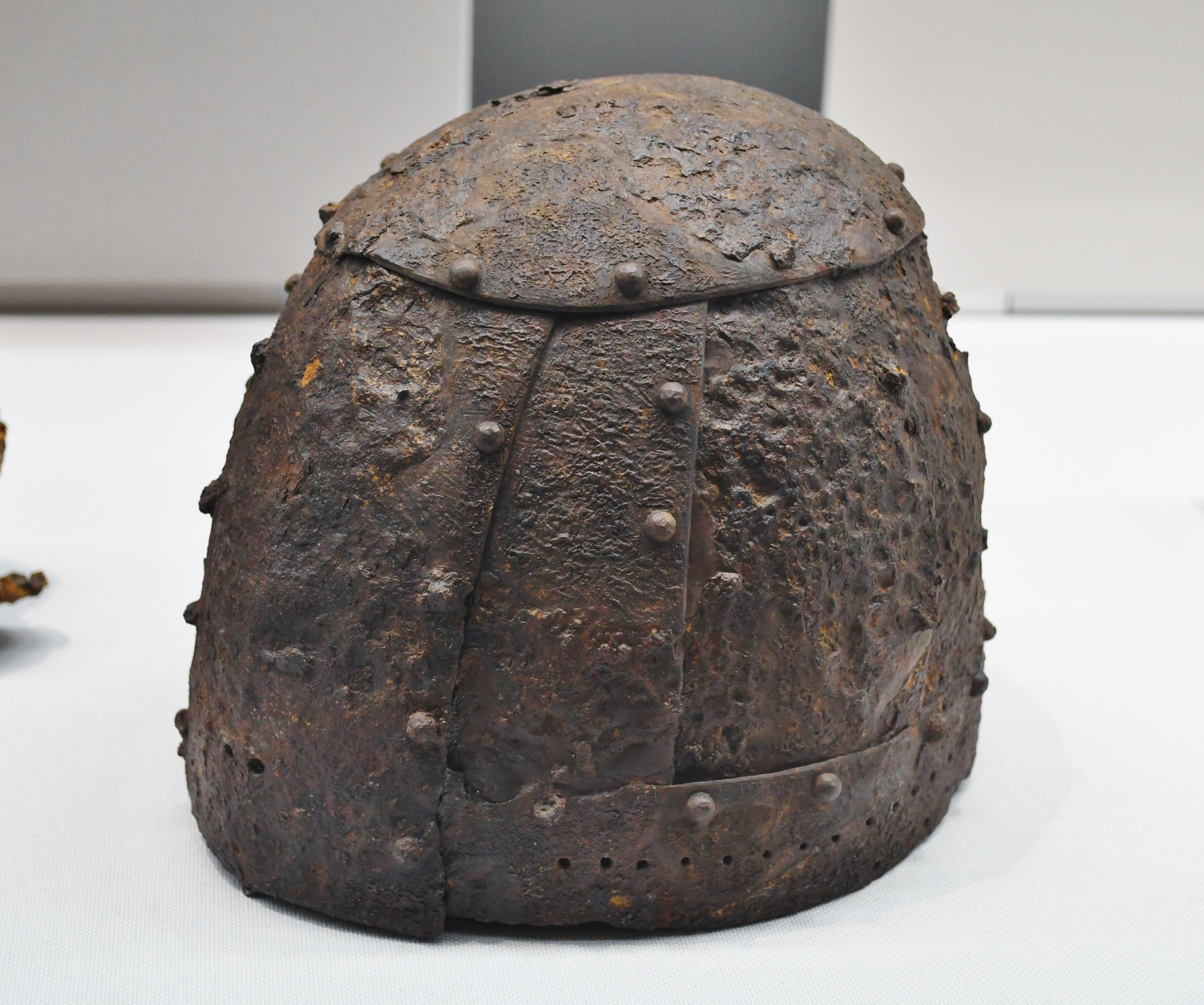
衝角付冑東京国立博物館展示。

石室内から発見された副葬品は次の通り。
大正4年出土品
- 金銅製冠 1
- 金銅製大帯 1
- 衝角付冑 1
- 槍身 1
- 銀環 4
- 金環 5
- 雲珠 1
- 辻金具1

昭和56年調査出土品
- 鉄鏃 7
- 銅地金貼半球形飾金具
- 鉄製挂甲札 110余

## 文化財

### 前橋市指定文化財
- 史跡
  - 金冠塚古墳 - 1986年（昭和61年）6月6日指定[2]。

## 関連施設
- 東京国立博物館（東京都台東区） - 山王金冠塚古墳の出土品を保管。